# Vestnordisk Råds Børne- og Ungdomslitteraturpris
Vestnordisk Råds Børne- og Ungdomslitteraturpris er en vestnordisk litteraturpris, som uddeles hvert andet år til et af tre nominerede værker fra henholdsvis Island, Færøerne og Grønland. Prisen blev etableret i 2002 af Vestnordisk Råd, og beslutningen om at oprette prisen blev vedtaget ved rådets årsmøde i Island i 1999. Vinderen modtager DKK 60.000, som overrækkes på Vestnordisk Råds årsmøde. Landenes vinderkandidater oversættes til færøsk, grønlandsk og islandsk samt til et skandinavisk sprog. Dermed er grundlaget skabt for udgivelse af materialet i både Vestnorden og Norden.

## Modtagere og nominerede
| År   | Land     | Prismodtager                                         | Titel                                                         | Nominerede |
| 2022 |          |                                                      |                                                               | Kent Kielsen for Uumasut ataatsimeersuarnerat nunarsuatsinni mingutsitsineq pillugu (Dyrenes stormøde om forureningen af vores jordklode) (Grønland) Dánial Hoydal for Abbi og eg og abbi (Bedstefar og jeg og bedstefar) (Færøerne) Gunnar Helgason for Bannad ad eydileggja (Forbudt at ødelægge) (Island) |
| 2020 | Island   | Bergrún Íris Sævarsdóttir                            | Langelstur að eilífu (Forevigt den allerældste)               | Juaaka Lyberth for Orpilissat nunarsuarmi kusanarnersaat (Det smukkeste juletræ i verden) (Grønland) Rakel Helmsdal for Loftar tú mær? (Griber du mig?) (Færøerne) |
| 2018 | Færøerne | Bárður Oskarsson                                     | Træið (Træet)                                                 | Kristín Ragna Gunnarsdóttir for Úlfur og Edda (Island) Maja-Lisa Kehlet for Kammagiitta! Vil du være min ven? (Grønland) |
| 2016 | Færøerne | Rakel Helmsdal                                       | Hon, sum róði móti ælaboganum (Hende, som roede mod regnbuen) | Gunnar Helgason for Mamma Klikk (Skøre Mor) (Island) Frederik “Kunngi” Kristensen for AVUU (Grønland) |
| 2014 | Island   | Andri Snær Magnason                                  | Tímakistan (Tidsskisten)                                      | Kathrine Rosing for Den magiske kasket (Grønland) Bárður Oskarsson for Flata Kaninin (Færøerne) |
| 2012 | Grønland | Lars-Pele Berthelsen                                 | Kaassalimik oqaluttuaq (Fortælling om Kaassali)               | Margrét Örnólfsdóttir for Með heiminn í vasanum (Med hele verden i lommen) (Island) Marjun Syderbø Kjelnæs for Skriva í sandin (Skriv i sandet) (Færøerne) |
| 2010 | Island   | Gerður Kristný                                       | Garðurinn (Kirkegården)                                       | Lana Hansen for Sila (Grønland) Rakel Helmsdal Várferðin til brúnna (Færøerne) |
| 2008 | Island   | Kristín Helga Gunnarsdóttir                          | Draugaslóð (Spøgelsesspor)                                    | Julie Edel Hardenber for Abct (Grønland) Edward Fuglø for Apollonia (Færøerne) |
| 2006 | Færøerne | Bárður Oskarsson                                     | Ein hundur, ein ketta og ein mús (En hund, en kat og en mus)  | Sigrún Eldjárn for Frosnu tærnar (De frosne tæer) (Island) Grethe Guldager for Nissimaat nissimaajaqqallu (Nissemænd og små nisser) med illustrationer af Nuka Godfredsen (Grønland) |
| 2004 | Island   | Kristín Steinsdóttir og Halla Sólveig Þorgeirsdóttir | Engill í vesturbænum (En engel i nabolaget)                   | Jokum Nielsen for Inuk sodavandillu akuukkat (Inuk - og forgiftede sodavand) (Grønland) Sólrún Michelsen for Loppugras (digtsamling) med illustrationer af Hanni Bjartalíð. (Færøerne) En musik-cd følger med bogen, hvor en skoleklasse synger teksterne fra bogen.                                         |
| 2002 | Island   | Andri Snær Magnason                                  | Sagan af bláa hnettinum (Historien om den blå planet)         | Jørgen Petersen for Sialuarannguaq (Grønland) Brynhild Andreasen for Kuffa med illustrationer af Astrid MacDonald (Færøerne) |